# Joe Fargis
Joseph Halpin (Joe) Fargis IV  (New York, 2 april 1948) is een Amerikaans ruiter, die gespecialiseerd is in springen. Fargis won tijdens de spelen van Los Angeles zowel de gouden medaille in de landenwedstrijd als individueel. Vier jaar later in Seoel won Fargis de zilveren medaille in de landenwedstrijd. Tijdens de eerste Wereldruiterspelen in Stockholm viel Fargis in de landenwedstrijd net buiten de medailles.

## Resultaten
- Olympische Zomerspelen 1984 in Los Angeles  individueel springen met Touch of Class
- Olympische Zomerspelen 1984 in Los Angeles  landenwedstrijd springen met Touch of Class
- Olympische Zomerspelen 1988 in Seoel 7e individueel springen met Mill Pearl
- Olympische Zomerspelen 1988 in Seoel  landenwedstrijd springen met Mill Pearl
- Wereldruiterspelen 1990 in Stockholm 27e individueel met Mill Pearl
- Wereldruiterspelen 1990 in Stockholm 4e landenwedstrijd met Mill Pearl

1900: Aimé Haegeman ·
1912: Jean Cariou ·
1920: Tommaso Lequio di Assaba ·
1924: Alphonse Gemuseus ·
1928: František Ventura ·
1932: Takeichi Nishi ·
1936: Kurt Hasse ·
1948: Humberto Mariles ·
1952: Pierre Jonquères d'Oriola ·
1956: Hans Günter Winkler ·
1960: Raimondo D'Inzeo ·
1964: Pierre Jonquères d'Oriola ·
1968: William Steinkraus ·
1972: Graziano Mancinelli ·
1976: Alwin Schockemöhle ·
1980: Jan Kowalczyk ·
1984: Joe Fargis ·
1988: Pierre Durand ·
1992: Ludger Beerbaum ·
1996: Ulrich Kirchhoff ·
2000: Jeroen Dubbeldam ·
2004: Rodrigo Pessoa ·
2008: Eric Lamaze ·
2012: Steve Guerdat ·
2016: Nick Skelton ·
2020: Ben Maher ·
2024: Christian Kukuk
1912: Lewenhaupt, Kilman, von Rosen ·
1920: König, von Rosen, Norling ·
1924: Thelning, Ståhle, Lundström ·
1928: Navarro, Álvarez, García ·
1936: Hasse, von Barnekow, Brandt ·
1948: Mariles, Uriza, Valdés ·
1952: White, Stewart, Llewellyn ·
1956: Winkler, Thiedemann, Lütke-Westhues ·
1960: Winkler, Thiedemann, Schockemöhle ·
1964: Schridde, Jarasinski, Winkler ·
1968: Day, Gayford, Elder ·
1972: Ligges, Wiltfang, Steenken, Winkler ·
1976: Parot, Rozier, Roguet, Roche ·
1980: Tsjoekanov, Poganovsky, Asmaje, Korolkov ·
1984: Fargis, Homfeld, Burr Howard, Smith ·
1988: Beerbaum, Brinkmann, Hafemeister, Sloothaak ·
1992: Raijmakers, Romp, Tops, Lansink ·
1996: Sloothaak, Nieberg, Kirchhoff, Beerbaum ·
2000: Beerbaum, Nieberg, Ehning, Becker ·
2004: Wylde, Ward, Madden, Kappler ·
2008: Ward, Kraut, Simpson, Madden ·
2012: Skelton, Maher, Brash, Charles ·
2016: Rozier, Staut, Bost, Leprévost ·
2020: von Eckermann, Baryard-Johnsson, Fredricson ·
2024: Maher, Charles, Brash